# Foix
Foix (oksyt. Fois, Foish) – miejscowość i gmina we Francji, w regionie Oksytania, w departamencie Ariège.

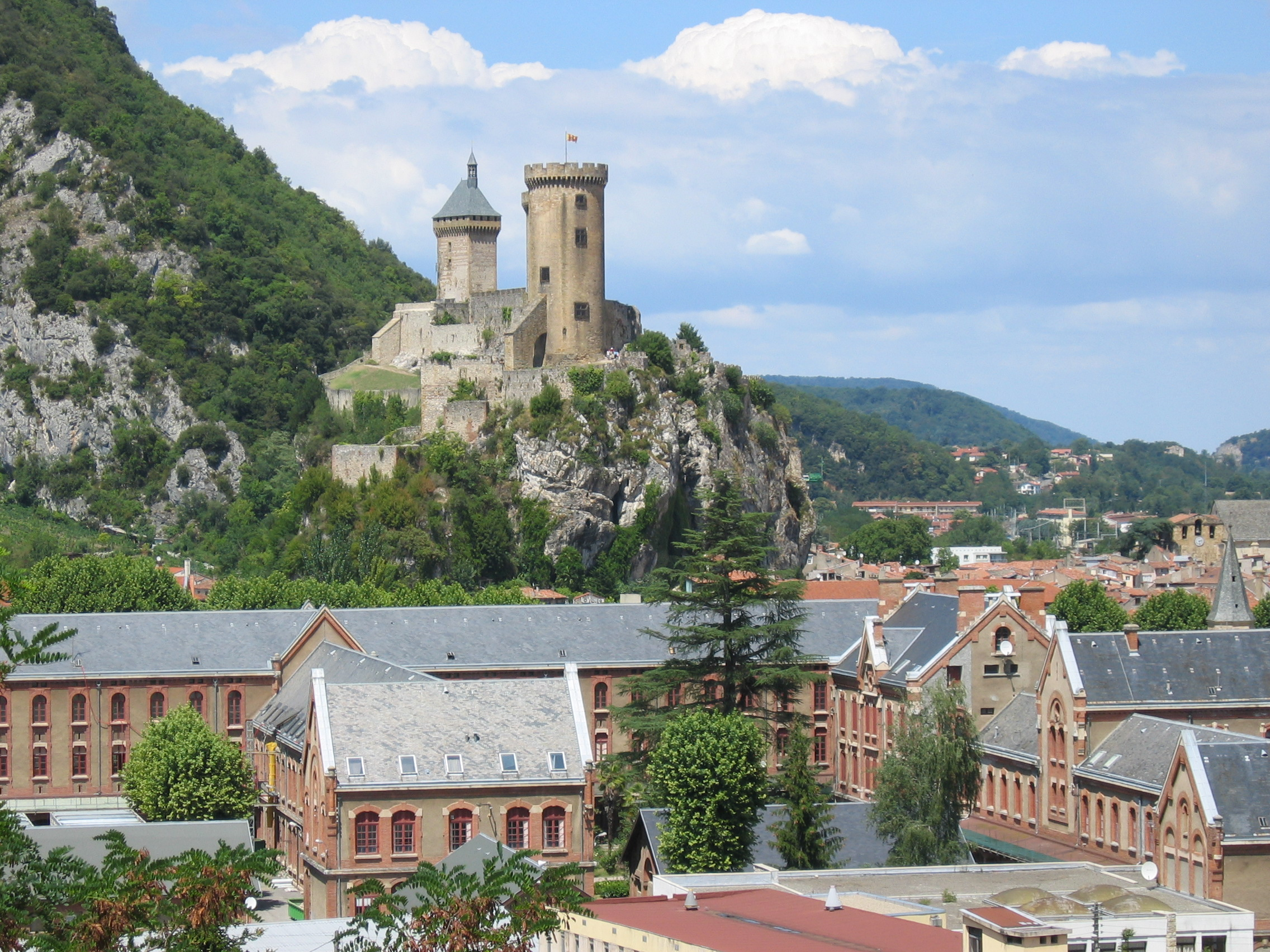
Zamek w Foix

Według danych na rok 2010 gminę zamieszkiwało 10 358 osób, a gęstość zaludnienia wynosiła 536 osób/km².
Miasto Foix powstało wokół oratorium założonego przez Karola Wielkiego, które później przekształciło się w opactwo. Najważniejszym zabytkiem miasta jest zamek hrabiów Foix, górujący nad starówką. Jego trzy wieże pochodzą z XII, XIV i XV wieku. Najstarszy kościół w mieście pochodzi z XIV wieku. W Foix urodził się Charles de Freycinet.

## Współpraca
- Lleida, Hiszpania
- Andorra la Vella, Andora
- Ripon, Wielka Brytania